# Johanna Schoenfelder

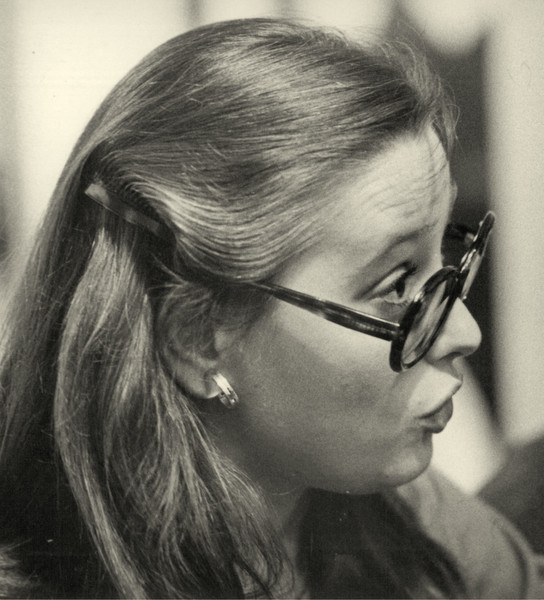
Johanna Schoenfelder in einem Interview anlässlich der FBK Berlin

Johanna Schoenfelder (* 3. September 1945 in Coburg; † 2. Mai 2011 in Berlin) war eine deutsche Malerin und Grafikerin.

## Ausbildung
Nach dem Abitur studierte Johanna Schoenfelder von 1966 bis 1972 an der Hochschule für bildende Künste in Berlin. 1971 war sie Meisterschülerin für freie Graphik bei Gerhart Bergmann. 1972–1973 erhielt sie ein Auslandsstipendium des Deutschen Akademischen Austauschdienstes für Barcelona, wo sie unter anderem Kunstgeschichte an der Universität Barcelona studierte.

## Leben und Werk
Seit 1973 arbeitete Schoenfelder freischaffend in Berlin und war dort Mitglied der Gruppe HAPP, zu der unter anderem Dora von Steiger, Oskar Gonschorr, Dieter Schäfer, André Sprankenis und Wilhelm Weiss gehörten. Dieser Künstlergruppe widmete der französische Schriftsteller und Dramatiker Armand Gatti (1924–2017) im Jahr 1972 während seines Aufenthaltes in Berlin die Texte zu deren Ausstellungskatalog "Visionen einer Stadt". Im Vorwort schreibt Gatti: ... Erinnern Sie sich an van Gogh, der Gauguin einlud, eine Gemeinschaft von Künstlern zu gründen, die von ihren Bildern leben sollten. Er hatte in seinem ganzen Leben nur eines verkauft.
Johanna Schoenfelders Werke waren in zahlreichen Einzel- und Gruppenausstellungen im In- und Ausland zu sehen. Unter anderem nahm sie mit der Radierung Puerta Grande an der British International Print Biennale 1974 in Bradford teil. Ausführliche Berichte über die Künstlerin brachten das Fernsehen in der Sendung „Berlinische Berichte“ und die „deutsche bauzeitung“ 2/1977 und 11/1982. Johanna Schoenfelders Werke wurden in verschiedenen Zeitschriften veröffentlicht wie DAIDALOS Berlin Architectural Journal 13/1984, „Neue Berliner Musikzeitung“, 1/1992, Titelillustration „Berliner Enzyklopädie“, Dieter Hildebrandt, Hanser Verlag, München 1991. Sondereditionen erschienen u. a. für die Roth-Händle-Editionen, GRUNER + JAHR AG & Co., Hamburg, Nr. 10, 15 und 17/1977, den Grafik Verlag Bernd Slutzky, Frankfurt/Main, 4/1978 und 5/1978, Schöner Wohnen Edition 6/1979 (Hamburg) und die Edition Multiple Berlin, 1981. In Zusammenarbeit mit der Galerie Gärtner in Berlin sind folgende Sondereditionen erschienen: „Kuppel“, Farbradierung mit Aquatinta von 1979 in einer Auflage von 50 Exemplaren, „Turmbau zu B....“, Farbradierung mit Aquatinta von 1994 in einer Auflage von 150 Exemplaren, „Unter den Linden 1“ Farbradierung in sepia von 1999 in einer Auflage von 175 Exemplaren + E.A.s und „Doppelpass“, Radierung, teilweise handkoloriert, von 2006 in einer Auflage von 50 Exemplaren.
Stilistisch sind die Arbeiten von Schoenfelder dem Phantastischen Realismus zuzuordnen. Als vorherrschende Motive bevorzugte Schoenfelder in ihren Radierungen und Farbstiftzeichnungen architektonische Details, Ansichten mit ornamentalem Schmuck und Bühnenräume.